# Bjursjöberget-Hålldammberget
Bjursjöberget-Hålldammberget är ett naturreservat i Sollefteå kommun i Västernorrlands län.
Området är naturskyddat sedan 2014 och är 87 hektar stort. Reservatet omfattar östsluttningarna av Bjursjöberget och nordsluttningarna av Hålldammsberget, ned mot Bjursjön och består av både grandominerad barrskog och av rena tallbestånd.